# Honda Fit Shuttle
Der Honda Fit Shuttle ist ein kompakter Kombi, der auf der zweiten Generation des Honda Fit (in Europa als Jazz) basiert und nur auf dem heimischen Markt Japan erhältlich war. Das Modell ersetzte den Honda Airwave.

## 1. Generation (2011–2015)

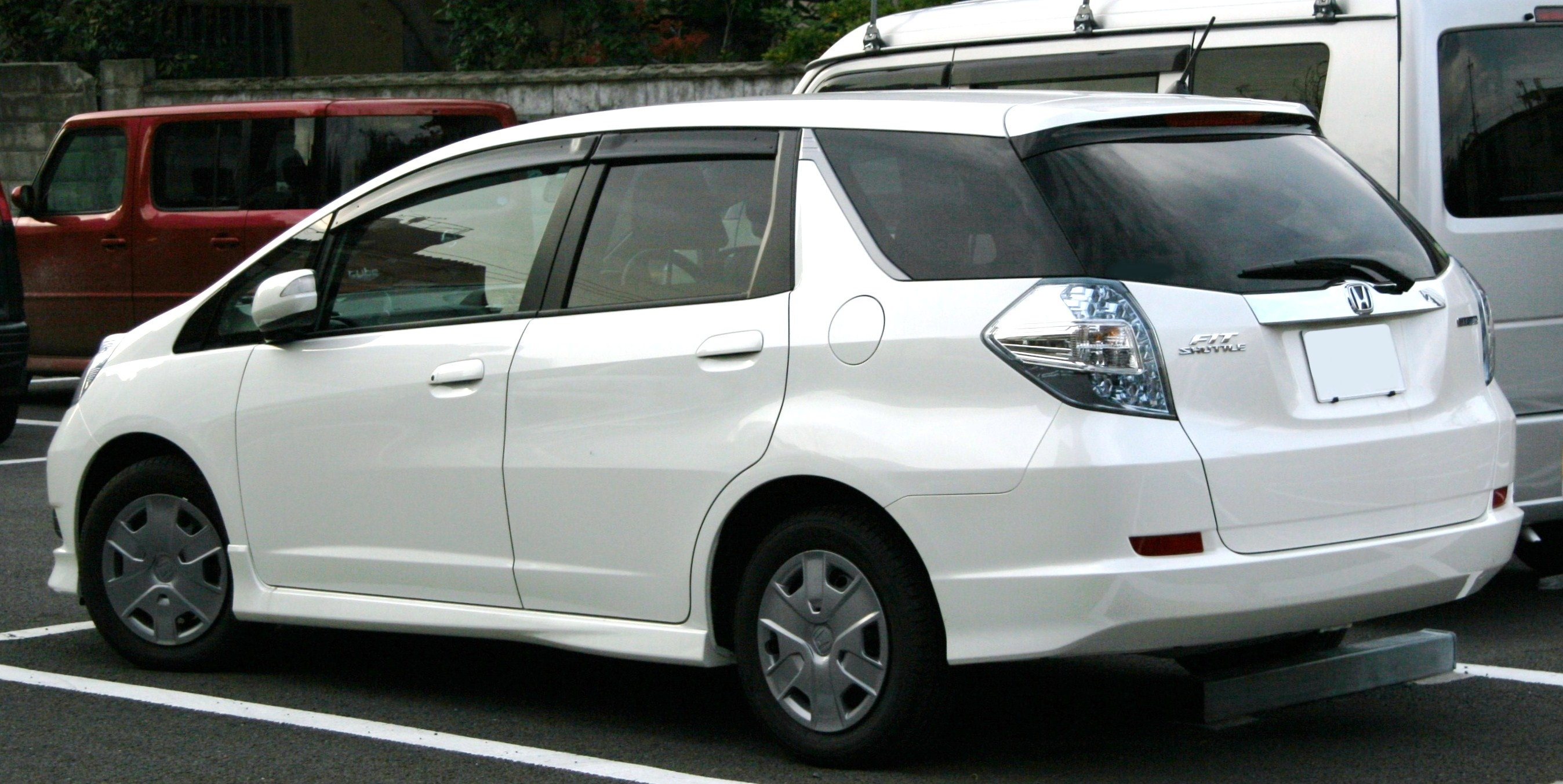
Heckansicht

Ursprünglicher geplanter Produktionsstart der ersten Generation war der März 2011, jedoch wurde dieser aufgrund des Tōhoku-Erdbebens verschoben. So startete die Produktion statt im Honda Sayama Werk in Saitama Anfang Mai 2011 im Honda Suzuka Werk in Mie. Der Fit Shuttle war nominiert für die Auszeichnung Car of the Year Japan 2012. 
Der Antrieb des Kombi entstammt dem Fit/Jazz. So verfügt er als Standard über einen 1,5-Liter i-VTEC-Motor mit 88 kW (120 PS). Zusätzlich ist eine Hybrid-Version, der Fit Shuttle Hybrid verfügbar, mit einem 1,3-Liter i-VTEC-Motor mit IMA. Ein CVT-Getriebe treibt die Vorderräder an. Bei den optionalen Allradantriebs Modellen wird die Kraft über ein Fünfgang-Automatikgetriebe übertragen. Der Fit Shuttle besitzt einen doppelten Kofferraum und wird auch als Lieferwagen ohne hintere Bestuhlung produziert. Durch eine bessere Schalldämmung und Wärmedämmung als beim Fit soll der Fit Shuttle so leise wie eine Mittelklasselimousine sein.

## 2. Generation (2015–2022)

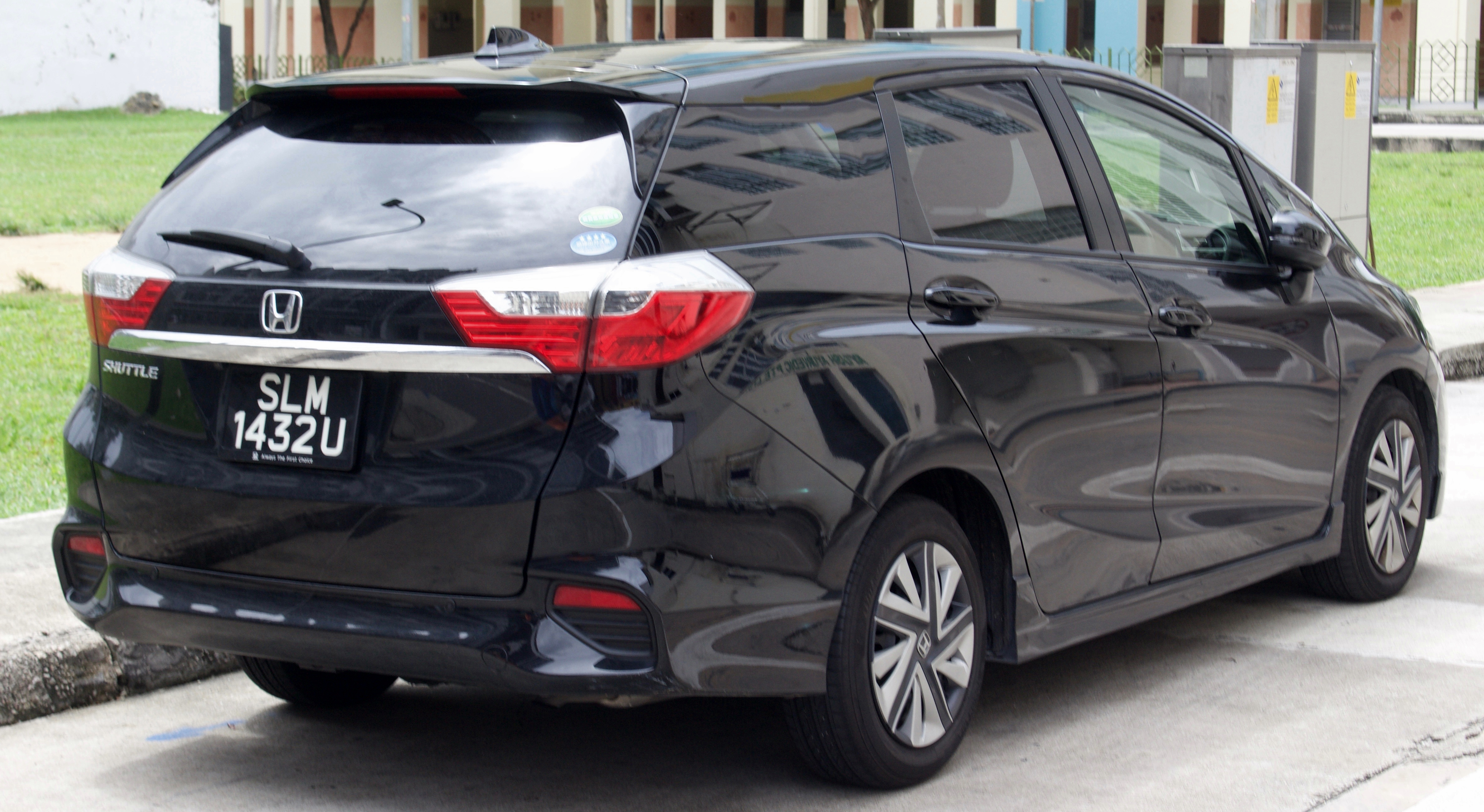
Heckansicht

Die zweite Generation wird nur noch als Honda Shuttle vermarktet, basiert aber weiterhin auf dem Honda Fit. Sie löste die erste Generation im Mai 2015 ab. Im August 2022 wurde die Produktion ersatzlos eingestellt.